# تیبل تاپ، نیو ساوت ولز
تیبل تاپ (به انگلیسی: Table Top) یک حومه شهر در استرالیا است که در نیو ساوت ولز واقع شده‌است.